# 福利镇 (集贤县)
福利镇，是中华人民共和国黑龙江省双鸭山市集贤县下辖的一个乡镇级行政单位。

## 行政区划
福利镇下辖以下地区：
繁荣社区、曙光社区、亿安社区、振业社区、前进社区、花园社区、农丰社区、站前社区、翠园社区、东荣村、东兴村、青山村、双丰村、清泉村、先锋村、长征村、胜利村、东发村、金星村、新发村、红联村、安邦村、东辉村和高丰村。